# Tanárky Árpád
Tanárky Árpád (Nagykőrös, 1863. szeptember 6. – Budapest, Ferencváros, 1945. április 17.) orvosdoktor, kórházi igazgató-főorvos.

## Élete
Tanárky Gedeon és Báthori Mária fia. 1887-ben szerezte orvosi oklevelét a budapesti egyetemen, ezt követően az orvostudományi egyetem klinikáin és Párizsban végzett orvosi gyakorlatot. 1892. március 31-től 1928-ig a szekszárdi Ferenc közkórház igazgató főorvosa volt, a sebészeti, szülészeti és elmeosztályt vezette. 1895-ben megépíttette a sebészeti, a nőgyógyászati és a belgyógyászati osztályt, valamint a villanyvilágítást is bevezettette. Neki volt köszönhető, hogy a kórházban a korábbi 150 beteg helyett 1926-ra már 500 beteg kaphatott elhelyezést, hogy mintaszerű sebészeti osztály működött az intézményben, valamint hogy a kornak megfelelő modern eszközökkel szerelték fel a kórházat. 1897 és 1920 között vezette a Bábaképző Intézetet is. 1921-ben egészségügyi főtanácsosi címet kapott. Nyugalomba vonulása alkalmából, 1926. december 3-án bankettet tartottak a tiszteletére. 1927-ben az Orvosszövetség főtitkárává választották és a hivatalos lapját is szerkesztette. Rendszeres résztvevője volt a sebészeti kongresszusoknak és nagygyűléseknek.

## Munkái
1. Az orvosi mentés kézikönyve. Bpest, 1891 (többekkel)
2. A szegzárdi közkórház Évkönyve. Szekszárd, 1896 (Fénynyom. képekkel és rajztáblázatokkal)